# 三島洋子
三島 洋子（みしま ようこ、1906年3月21日 - 没年不詳）は、日本の女優である。本名は出生名が山田 美子（やまだ よしこ）、俳優の近藤伊与吉と結婚して近藤 美子（こんどう よしこ）となる。初期芸名は小町 芳子（こまち よしこ）、小町 美子（こまち よしこ）であった。

## 人物・来歴
1906年（明治39年）3月21日、大阪府大阪市に「山田美子」として生まれる。
大阪・難波の旧制・河原技芸女学校（詳細不明）を卒業し、新劇の劇団「自由舞台」に入団して女優となる。17歳になる1923年（大正12年）、帝国キネマ演芸芦屋撮影所に入社し、賀古残夢監督の『幸福を祈る』に出演、「小町芳子」の名で映画界にデビューする。同年9月1日の関東大震災後、東京から流れてきた映画人の受け皿として設立された早川プロダクションに移籍し、同年、『金色夜叉』で平戸延介（のちの映画監督山本嘉次郎）とともに貫一とお宮を演じた。
1924年（大正13年）2月、山田隆弥と岡田嘉子で知られる新劇の劇団「舞台協会」が東京・神楽坂の牛込会館（現存せず、現在の新宿区神楽坂3-2）で公演した『その妹』で小間使いを演じ、古本屋役で出演した近藤伊与吉と共演する。この舞台で初めて「三島洋子」を名乗った。同年7月、山本嘉次郎に誘われ、兵庫県西宮市の東亜キネマ甲陽撮影所に入社、「小町美子」の名で曾根純三監督の『熱血の洗礼』に出演する。同年10月、近藤伊与吉とともに日活京都撮影所第二部（現代劇部）に入社、翌1925年（大正14年）1月、「三島洋子」の名で若山治監督の『君国の為に』に出演する。その後、満19歳で近藤伊与吉と結婚した。
同年6月、東亜キネマからマキノ・プロダクションが分離独立、京都に御室撮影所を新設、さらに高松豊次郎が設立したタカマツ・プロダクション（のちのタカマツ・アズマプロダクション）の吾嬬撮影所を「マキノ・プロダクション東京撮影所」（マキノ東京派）と位置づけ、現代劇部とした。東亜キネマにいた山本嘉次郎は、近藤・三島夫妻を誘い、マキノ東京派に入社した。マキノ東京派第1作は、ヨハン・アウグスト・ストリンドベリの原作を山本嘉次郎が脚色し、監督した『輝ける扉』で、これに近藤が主演、山本が出演、三島はヒロインを演じた。翌1926年（大正15年）、近藤が監督・主演した『名士』に出演、マキノ東京派は同作をもって解消されたが、近藤・山本とともにタカマツ・アズマプロダクションに残った。同年7月、山本が日活に招かれ、近藤とともにタカマツを退社、引退した。
1928年（昭和3年）、マキノ・プロダクション御室撮影所で、牧野省三の長男・マキノ正博が監督した『浪人街 第一話 美しき獲物』に出演した。翌1929年（昭和4年）7月25日、牧野省三が死去し、同年9月、東亜キネマ出身の小笹正人を御室撮影所長、マキノ正博を同撮影所撮影部長（現在でいう製作部長）に据えたマキノ・プロダクションの新体制が発表され、その俳優部女優に三島の名がエントリーされていた。当時、夫の近藤も同社で現代劇の脚本を書き、出演していたが、同年9月20日公開の滝沢英輔監督の『パイプの三吉』以降、退社している。同新体制のリストに近藤の名はない。
満洲映画協会に参加した夫・近藤伊与吉とともに満州に渡り、夫は本渓湖（現在の遼寧省本渓市）の映画館支配人に就任したが、夫は1944年（昭和19年）に死去した。近藤と死別した後の三島についての詳細は伝わっていない。

## フィルモグラフィ
小町芳子
- 『幸福を祈る』 : 監督賀古残夢、帝国キネマ演芸芦屋撮影所、1923年
- 『金色夜叉』 : 監督不明、早川プロダクション、1923年

小町美子
- 『熱血の洗礼』 : 監督曾根純三、東亜キネマ甲陽撮影所、1924年 - お菊（カフェーの女給）

三島洋子
- 『君国の為に』 : 監督若山治、日活京都撮影所第二部、1925年 - 娘おゆき

- 『輝ける扉』 : 原作ストリンドベリ、監督山本嘉次郎、マキノ・プロダクション東京撮影所、1925年 - 娘百合江
- 『エキストラガール』 : 監督衣笠貞之助・山根幹人、マキノ・プロダクション御室撮影所、1925年

- 『クロスワード』 : 監督高松操、マキノ・プロダクション東京撮影所、1926年 - 娘伊智子
- 『名士』 : 監督近藤伊与吉、マキノ・プロダクション東京撮影所、1926年 - 犬丸優子
- 『港の謙吉』 : 監督横田豊秋、タカマツ・プロダクション吾嬬撮影所、1926年 - 梨鳳仙
- 『母に誓ひて』 : 監督山本嘉次郎、タカマツ・アズマプロダクション、1926年 - 山口千代（事務員）
- 『楠公の唄』 : 監督近藤伊与吉・長崎武、タカマツ・アズマプロダクション、1926年 - 娘お露
- 『国境の血涙』 : 監督友成用三、タカマツ・アズマプロダクション、1926年 - その娘

- 『浪人街 第一話 美しき獲物』 : 監督マキノ正博、マキノ・プロダクション御室撮影所、1928年 - お仙

## テアトログラフィ
三島洋子
- 『その妹』 : 原作武者小路実篤、舞台協会、1924年 - 小間使い

## 関連書籍
- 『カツドウヤ水路』、山本嘉次郎、筑摩書房、1965年
友人であった近藤・三島夫妻に関する記述が豊富である[1]。

## 註
1. 1 2 3 4 5 6 7 8 9 10 11 12 13 14 15 16 17 18 19 20 21  『日本映画俳優全集・女優編』、キネマ旬報社、1980年、p.635-626, 奥田久司・司馬叡三執筆「三島洋子」の項。
2. ↑  浪人街 第一話 美しき獲物、日本映画データベース、2009年11月16日閲覧。
3. 1 2  1929年 マキノ・プロダクション御室撮影所 所員録、立命館大学、2009年11月16日閲覧。